# قسم كيسكان الريفي (مقاطعة بافت)
قسم كيسكان الريفي (بالفارسية: کیسکان) هي منطقة ريفية تقع في إيران في محافظة كرمان في الناحية المركزية لمقاطعة بافت. يقدر عدد سكانها بـ 2,472 نسمة .